# .to
.to este un domeniu de internet de nivel superior, pentru Tonga (ccTLD).